# Falaise des mille bouddhas (Lhassa)
Pour les articles homonymes, voir Falaise des mille bouddhas.

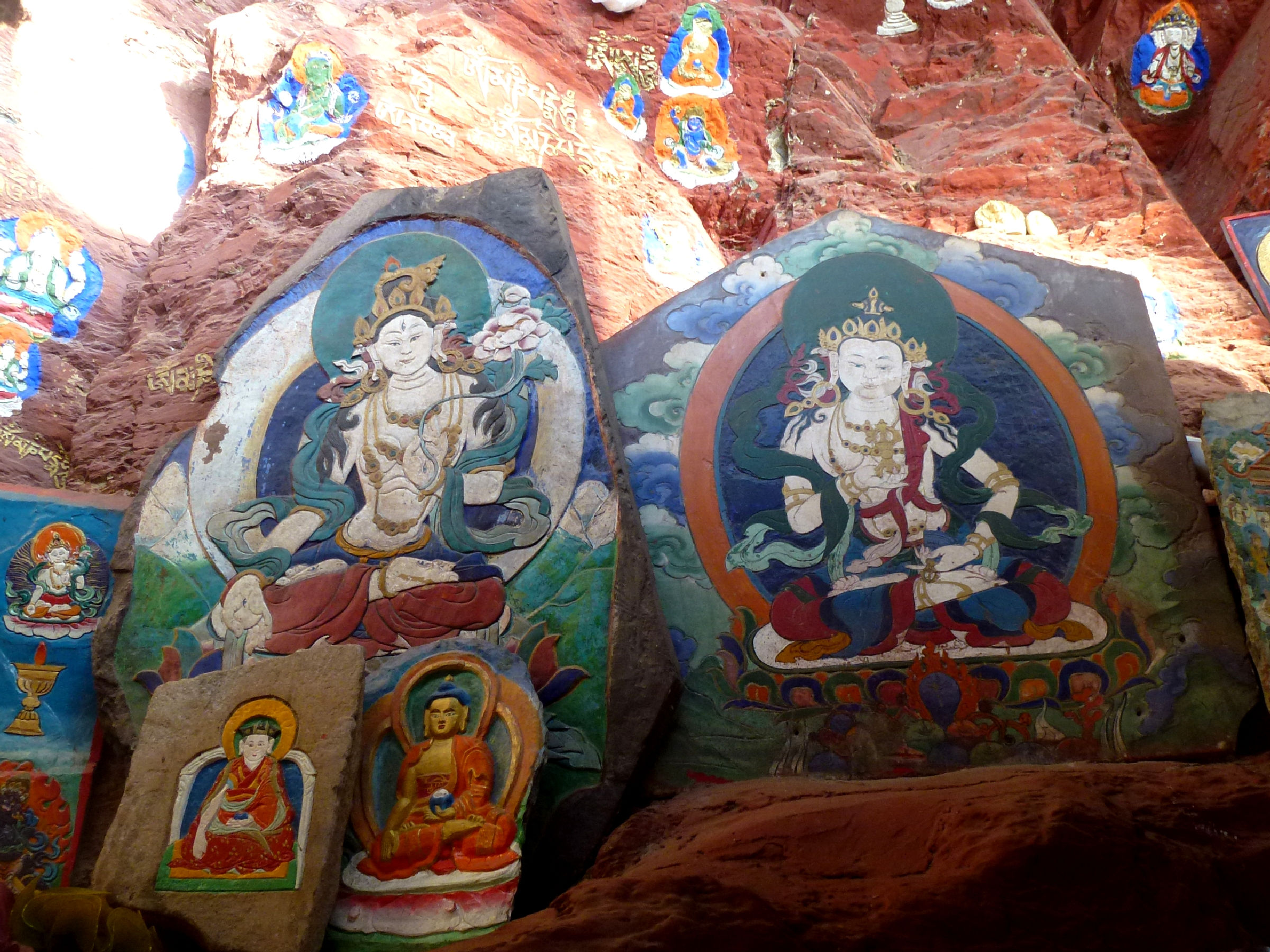
bas-reliefs colors en 2014

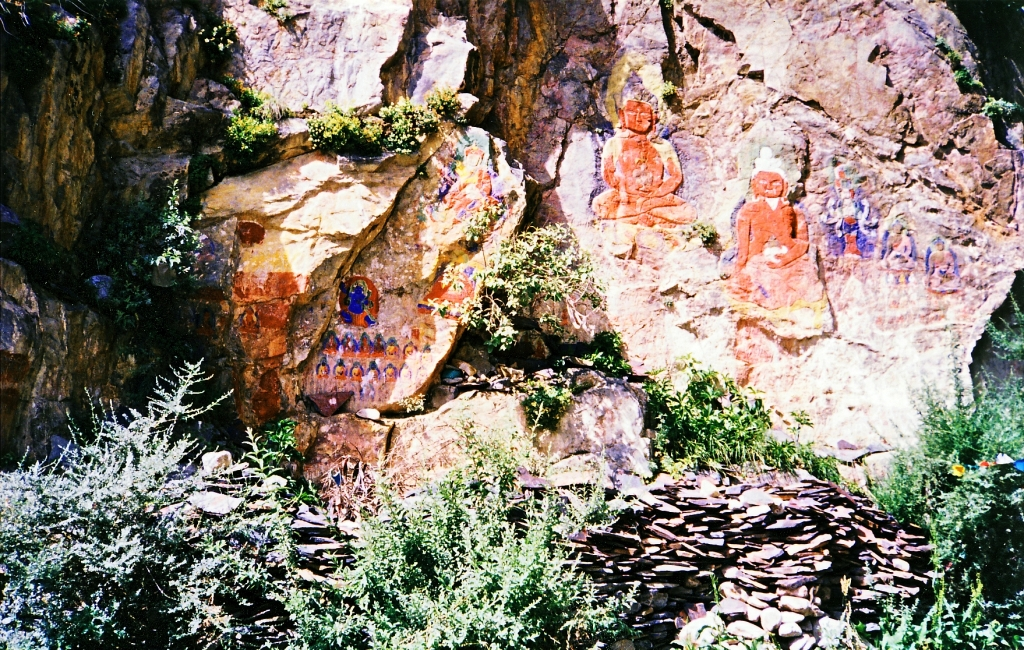
Motifs sculptés et peints en 1993

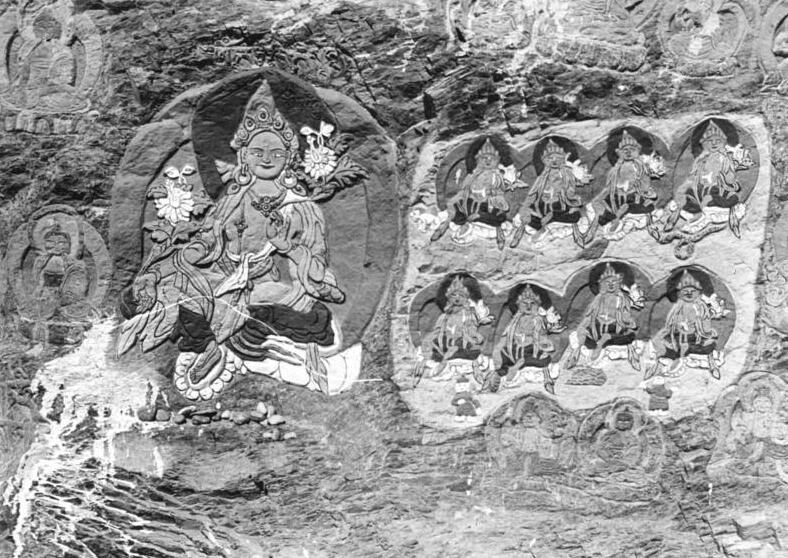
Photographie de la falaise lors des expéditions nazies au Tibet, en 1938

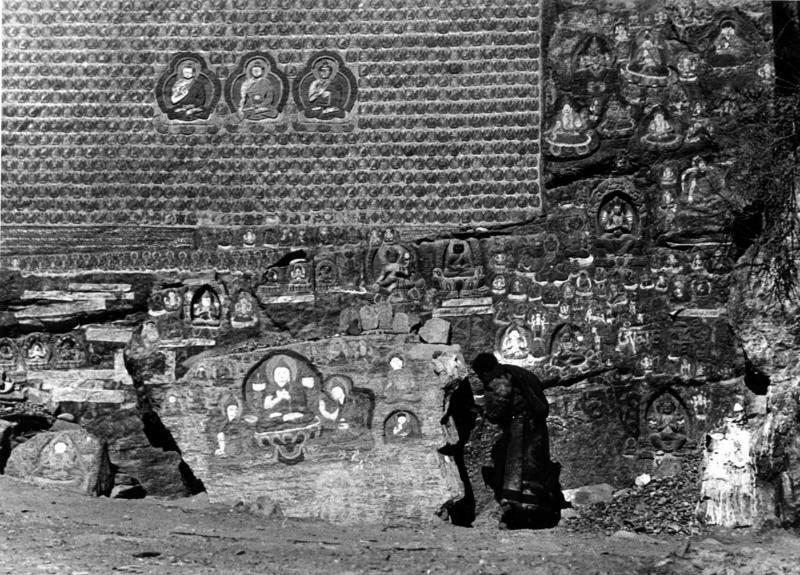
Photographie de la falaise lors des expéditions nazies au Tibet, en 1938

La falaise des mille bouddhas (chinois : 千佛崖 ; pinyin : qiānfó yá) ou mur des Dix Mille Bouddhas est un monument bouddhique du bouddhisme tibétain, situé sur la colline Chakpori, dans le centre urbain de la ville-préfecture de Lhassa, région autonome du Tibet, en République populaire de Chine. Il comporte des sculptures dans la pière, ainsi que des constructions sur lesquelles sont représentés de nombreux bouddhas,,,,.

## Histoire
Au XVIe siècle, lorsque le régent du Tibet, Sangyé Gyatso a construit l'institut de médecine chakpori Zhopanling (couramment nommé Menpa dratsang (tibétain : སྨན་པ་གྲ་ཚང / chinois : 门巴扎仓, à l'origine de l'actuel Institut de médecine tibétaine de la région autonome du Tibet), il a sélectionné des lama pour venir y étudier la médecine, et également peindre avec du saphir ces bouddhas.

## Description
Elle est composée de différents ouvrages, dont, entre autres :
- La perle agréable (甘珠尔 / 甘珠爾, gānzhūěr), édifice en bois comportant de nombreuses représentations peintes du bouddha.
- La pile de bonzesses d'agate (chinois : 玛尼堆), un édifice en pierre
- La muraille maîtresse de la falaise des mille bouddhas (chinois : 千佛崖主墙), un mur peint.